# Guillermo Billinghurst
Guillermo Enrique Billinghurst Angulo (Arica, 27 juillet 1851 - Iquique, 28 juin 1915), est un homme d'État péruvien. Il succède à Augusto Leguía à la présidence de la République en 1912 jusqu’en 1914. Durant son mandat, Billinghurst est entraîné dans un conflit de plus en plus dur avec le Congrès, en raison de son projet de loi sociale moderne, qui cherche à résoudre le problème du litige de Tacna-Arica. Cela provoque un soulèvement qui l'oblige à démissionner. Billinghurst est envoyé en exil et meurt à Iquique.

## Biographie
Il nait à Arica, alors en territoire péruvien à cette époque. Il est le fils de Guillermo Eugenio Billinghurst et de Belisaria Angulo Tudela. Il se marie avec Emilia Rodriguez Prieto.

## Membre du parti démocrate
Billinghurst appartient aux démocrates, qui sont alors considérés comme les architectes d'une stabilité politique et économique inattendue qui émerge dans le pays, mais qui provoquent de profonds changements sociaux qui modifient le paysage politique.
Comme vice-président de l'Administration de Piérola (1895-1899), Billinghurst fait plusieurs tentatives pour résoudre le conflit avec le Chili pour les territoires de Tacna et Arica. Le 9 avril 1898), un mémorandum est signé entre le ministre des Affaires étrangères chilien Raimundo Silva Cruz et Billinghurst. Ce mémorandum définit alors qu’ils devraient procéder à un référendum entre les deux pays. La reine d'Espagne, Marie-Christine de Habsbourg-Lorraine (1858-1929) est demandée comme arbitre afin de déterminer les conditions de vote.
Les événements suivants amènent au protocole Billinghurst-Latorre. Celui-ci n'est pourtant pas ratifié par la Chambre des députés chilienne. En raison de cet échec, les relations diplomatiques entre le Pérou et le Chili sont rompues en 1901.

## Les élections de 1912
L'élection de 1912 est une des périodes les plus intéressantes de la « république aristocratique » (un terme qui, au Pérou, se réfère aux dirigeants qui pour la plupart appartenaient à l'élite sociale). Le Parti civil désigne Antero Aspíllaga Barrera, l'un des membres les plus importants et de tendance conservatrice.
Le Parti Civil est incapable de gérer les nouvelles forces sociales que leurs politiques déchaînèrent. Cela se remarque particulièrement en 1912 lorsque Guillermo Billinghurst, ancien maire de Lima, organise une grève générale pour bloquer l'élection du candidat du Parti Civil (Aspillaga) et force son élection par le Congrès, en raison de ses politiques populistes à Lima.

## Présidence de la République
L'une des réalisations de l'administration de Billinghurst est la création d'une législation qui garantit huit heures de travail.
En 1914, le Congrès ouvre une procédure de destitution de Billinghurst. Il menace alors d'armer les travailleurs afin de dissoudre, par la force, le Congrès. Durant son mandat, en dépit du fait que son parti soit composé en grande partie de membre de l'oligarchie péruvienne, ses actions ont une teinture clairement populaire et tournées vers la défense des droits des travailleurs. Cela se traduit par des mouvements populaires exigeant le respect de leurs droits.
Guillermo Billinghurst est renversé le 4 février 1914, dans un coup d'État militaire dirigé par le colonel Oscar R. Benavides, Javier et Manuel Prado Ugarteche, et les membres conservateurs du Parti civil. Plus tard en l'exil, Billinghurst affirme:
« Le jeunes Prado, dans un discours long et pathétique, m'a donné les détails et les raisons du coup d'État: tous ont reconnu mon patriotisme, mon intégrité et ma capacité de gouverner. Cependant, mon erreur la plus grave concernait ma politique intérieure et, enfin, je pense que les fils de l'ancien président Prado doivent laver la mémoire de leurs parents »